# Каневский уезд
Ка́невский уе́зд — административно-территориальная единица Киевской губернии Российской империи.
Уездный город — Канев.

## История
Уезд создан в 1796 году как Богуславский и до 1837 года его уездным городом было местечко Богуслав. В 1837 году уездным городом стал Канев, а в 1844 году поменяли и название уезда на Каневский. Украинские большевики в 1921 году уездным центром снова назначили Богуслав, и в 1922 году назвали уезд Богуславский. Состав уезда с царских времён не менялся.

## География
Уезд находился на востоке губернии. Площадь уезда составляла 3265 км².

## Население
По переписи 1897 года население уезда составляло 268 860 человек, в том числе в городе Канев — 8855 жителей.

### Национальный состав
Национальный состав по переписи 1897 года:
- малороссы — 238 436 чел. (88,7 %),
- евреи — 26 167 чел. (9,7 %),
- великороссы (русские) — 2618 чел. (1,0 %).

## Административное деление
На 1 января 1900 года Каневский уезд состоял из 8 местечек, 93 сёл, 58 деревень, 7 хуторов, 13 ферм, 2 посёлков, 1 фольварка, 6 экономий, 3 лесных участков, 2 железнодорожных станций и 3 железнодорожных будок — всего из 196 населённых пунктов. Все эти пункты были распределены в административном отношении между 2 мировыми посредниками, 3 становыми приставами, 18 волостными правлениями и 12 полицейскими урядниками. В судебно-мировом и следственном отношениях Каневский уезд был распределён на 4 судебно-мировых и 4 следственных участка.
Уезд делился на волости:
1. Богуславская волость
2. Велико-Прицковская волость
3. Исайковская волость
4. Козинская волость
5. Корниловская волость
6. Корсунская волость
7. Куриловская волость
8. Македонская волость
9. Медвинская волость
10. Ольховецкая волость[укр.]
11. Потокская волость
12. Пустовойтовская волость
13. Пшеничниковская волость
14. Селищская волость
15. Степанская волость[укр.]
16. Таганческая волость
17. Трактомировская волость
18. Шендеровская волость